# ورزشگاه بیگ آرچ هیروشیما
ورزشگاه بیگ آرچ هیروشیما (انگلیسی: Hiroshima Big Arch) یک ورزشگاه چندمنظوره در شهر هیروشیما، ژاپن است.
این ورزشگاه که در سال ۱۹۹۲ تأسیس شده دارای ۳۶٬۹۰۶ نفر ظرفیت می‌باشد و میزبان جام ملت‌های آسیا ۱۹۹۲ و بازی‌های آسیایی ۱۹۹۴ بوده‌است.

## نگارخانه

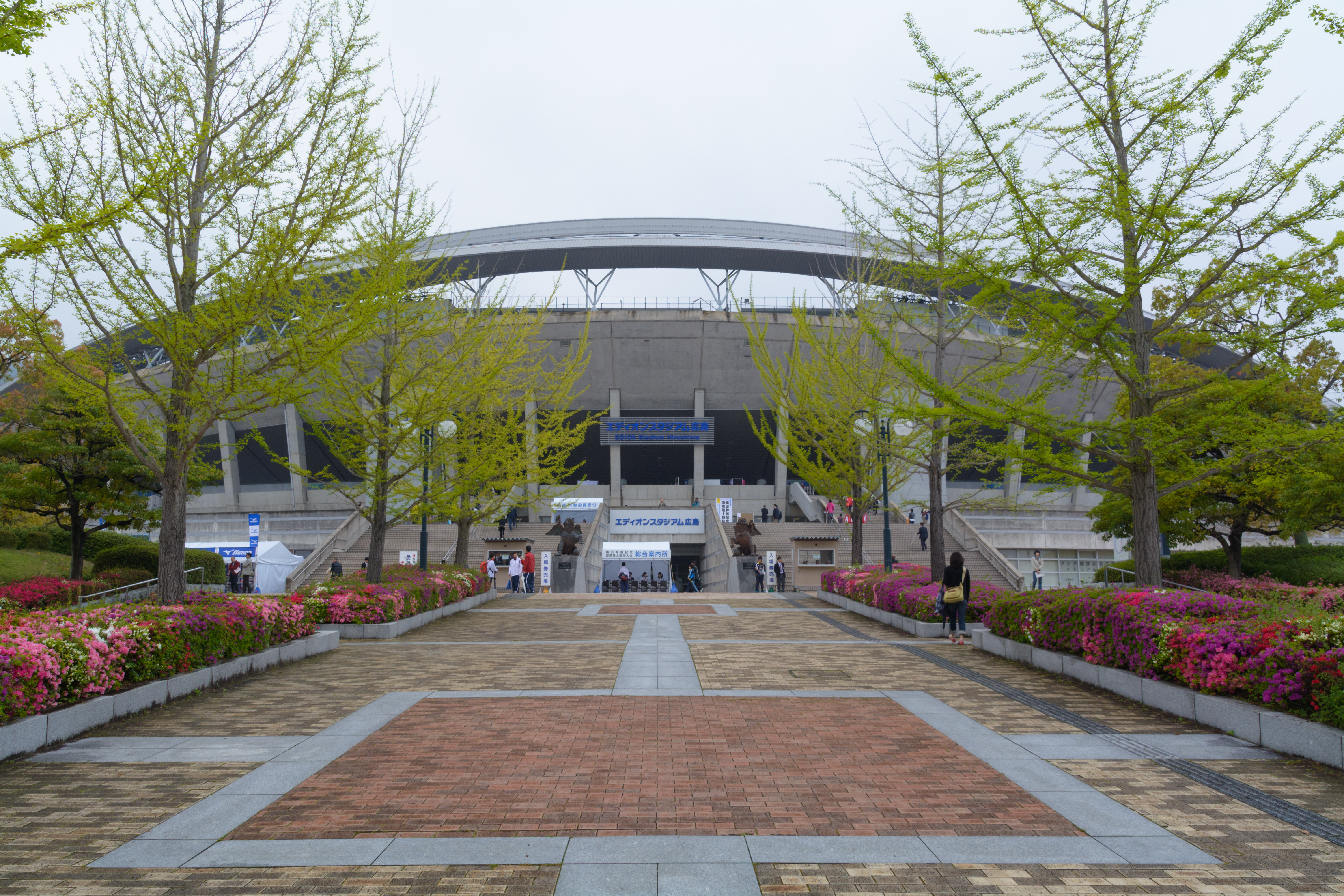
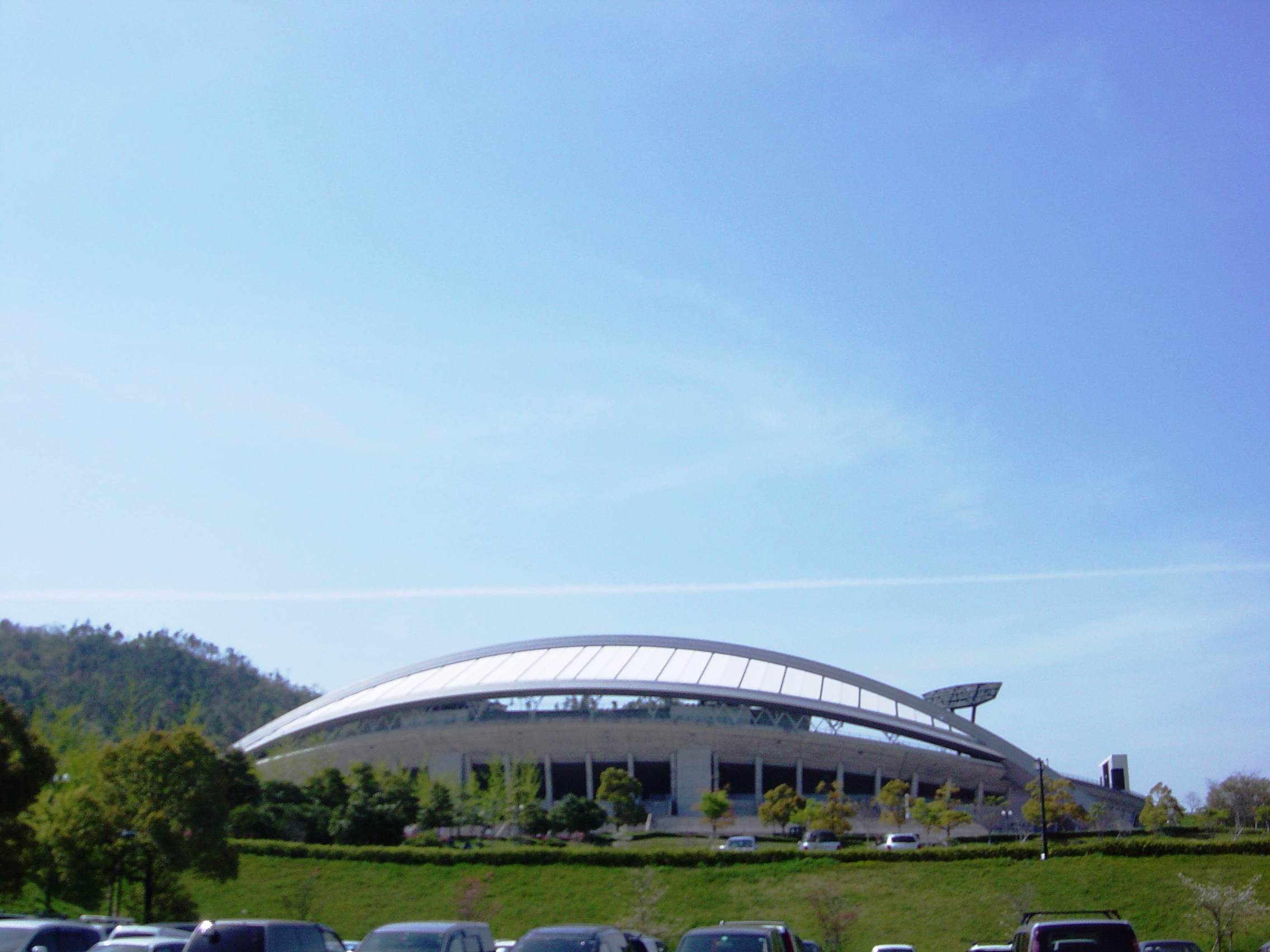
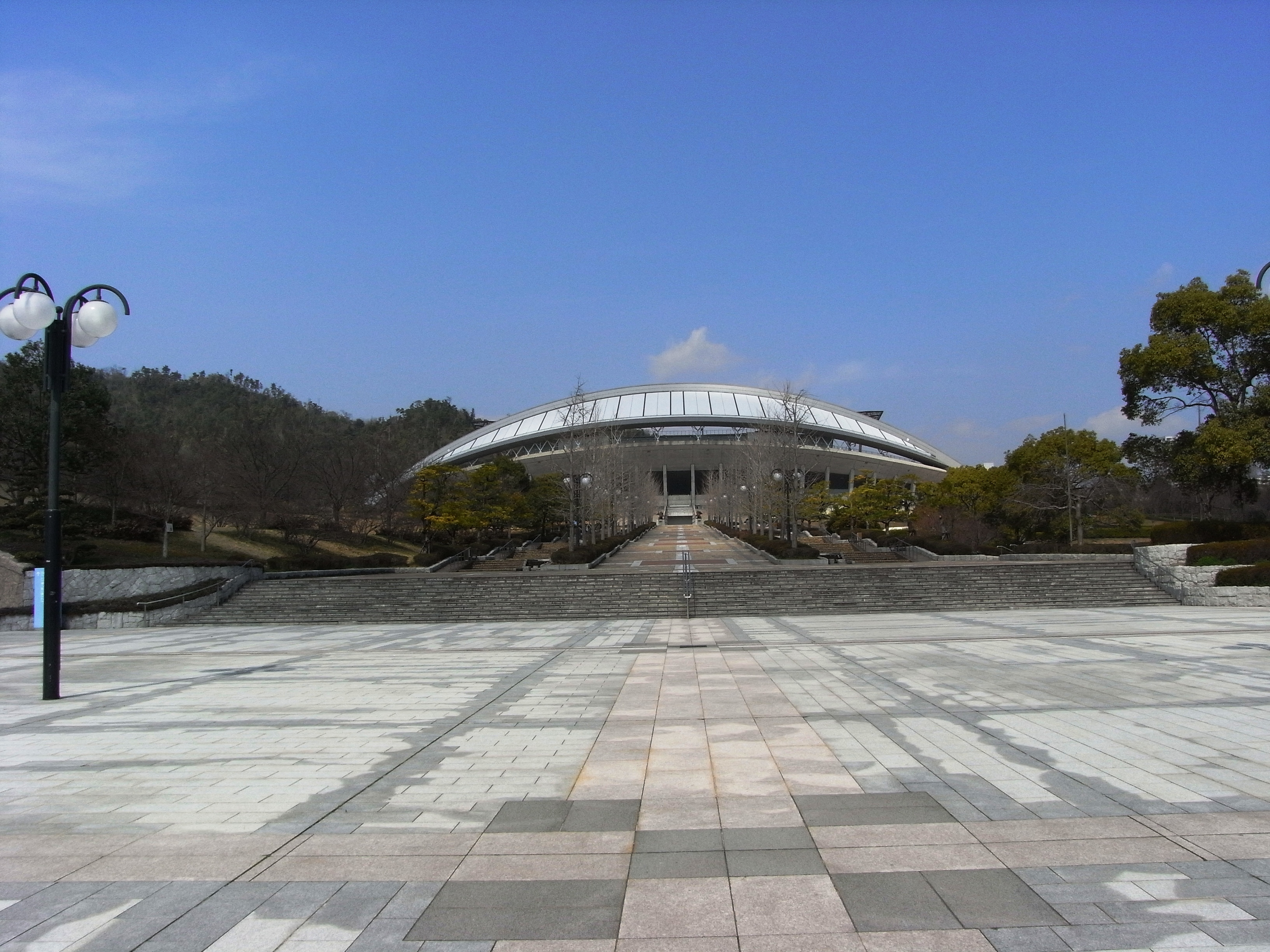